# Fallodeum

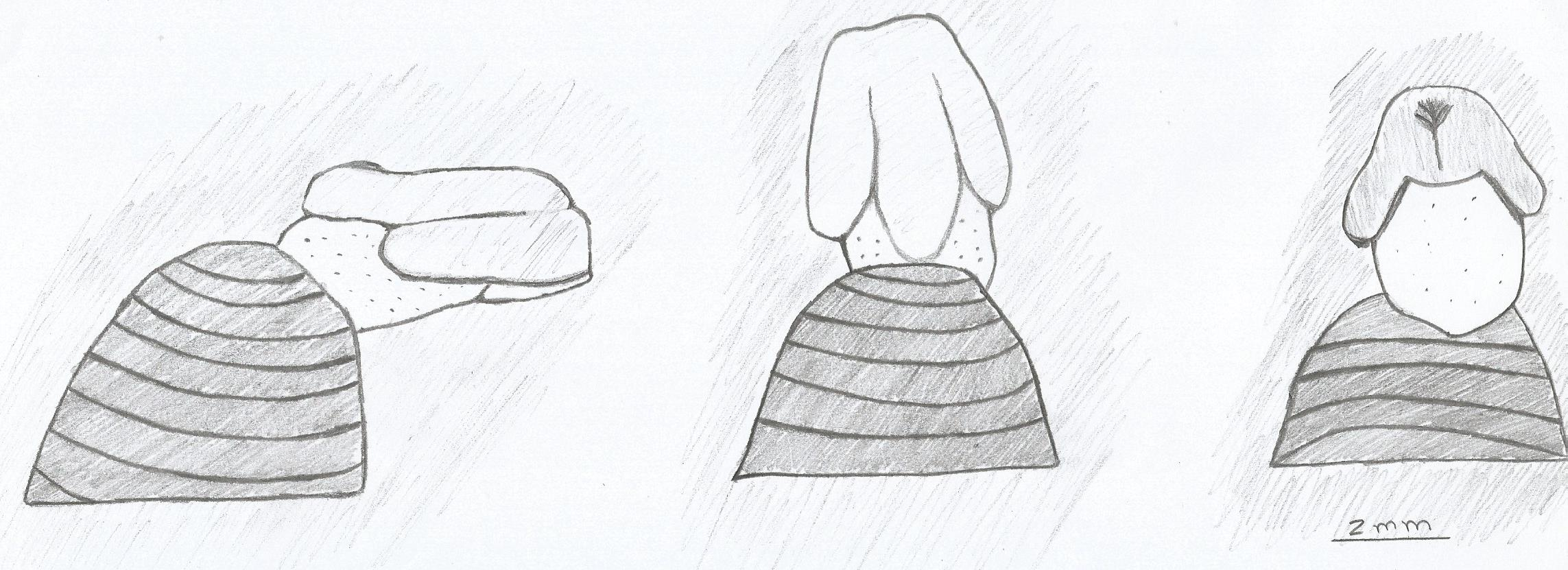
ilustracja fallodeum Geotrypetes seraphini

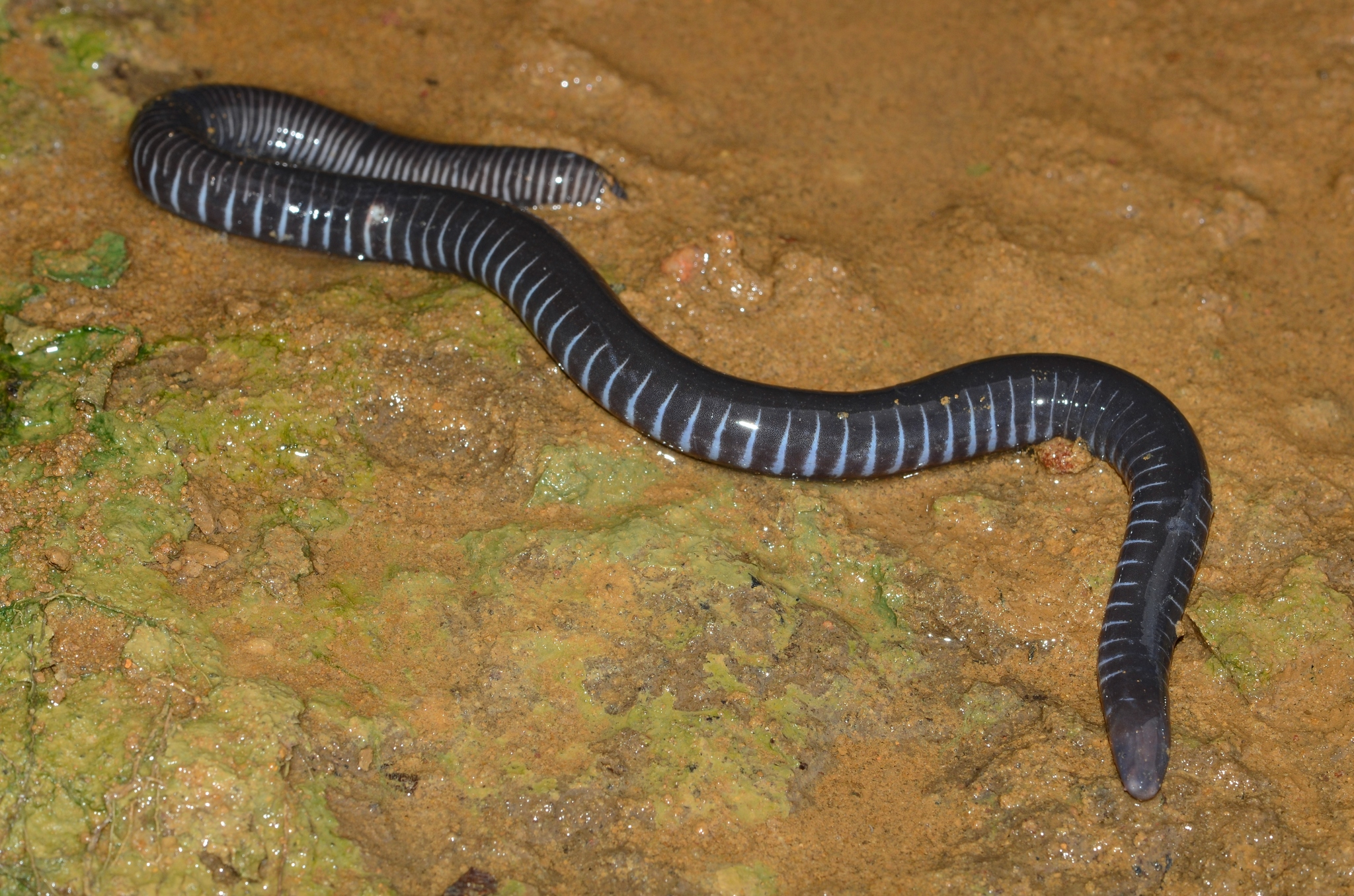
Geotrypetes seraphini in vivo

Fallodeum (phallodeum) – narząd rozrodczy występujący u płazów beznogich (Gymnophiona).
Proces poszukiwania partnerów u beznogich jest słabo poznany. Nie wydają one dźwięków jak płazy bezogonowe (Anura), a żyjąc w ściółce i glebie nie mogą przyciągać swym ubarwieniem jak płazy ogoniaste (Caudata); Bodźce zapachowe przypuszczalnie odgrywają główną rolę.
Kloaka samców tych zwierząt jest rodzajem rurki, podzieloną na przednie urodeum i tylne phallodeum, wysuwalny narząd kopulacyjny; fallodeum dojrzałych samców można również podzielić na dwa obszary: przednią część z wyraźnym zdobieniem, która tworzy bardziej dystalną część wywiniętego prącia, oraz strukturalnie prostszą tylną część, która tworzy bliższą szypułkę wywiniętego fallusa. Może być ono okolone przez guzki, bądź zadziorki, rozciągać się na nim mogą też różne wygrzbiecenia lub rowki. U wszystkich Gymnophiona występuje wspomniane fallodeum. 
Tenże narząd wywraca się stroną i razem z urodeum, leżącym wówczas wewnątrz niego, tworzy rodzaj prącia. W trakcie kopulacji (trwającej 2–3 godziny, w trakcie której partnerzy są spleceni ciałami oraz dotykają się własnymi kloakami) do narządu rozrodczego samicy wprowadzane jest fallodeum, umożliwia ono zajście zapłodnienia wewnętrznego; w wyniku ukrwienia powiększa się ono znacznie, co zapobiega wypadnięciu z kloaki samicy, gdy rozmnażający się partnerzy zostaną spłoszeni lub się przemieszczają. Niekiedy ukrwiony narząd może być duży, o średnicy porównywalnej do średnicy ciała samego płaza. Po kopulacji nabrzmiałe phallodeum samca jest chowane dopiero wtedy, kiedy ulegnie znacznemu zmniejszeniu się.
Morfologia fallodeum jest zmienna, bogata w detale i z tego powodu potencjalnie stanowi narzędzie do ustalania filogenetycznych powiązań między płazami beznogimi na poziomie gatunków.  